# Província d'Annaba
La província o wilaya d'Annaba (àrab: ولاية عنابة, wilāyat ʿAnnāba) és una província o wilaya a l'extrem nord-oriental d'Algèria. La capital n'és la ciutat d'Annaba, té una àrea de 1.410 km² i una població de 608.700 habitants. És el port més important d'Algèria pel que fa a l'exportació de minerals.
La província està dividida en sis districtes o daires, els quals estan dividits en dotze municipis, que estan ordenats en ordre alfabètic:
- Annaba
- Aïn El Berda
- El Hadjar
- Berrahal
- Chataïbi
- El Bouni

Els municipis són:
- Ain Berda
- Annaba
- Barrahel
- Chetaïbi
- Cheurfa
- El Bouni
- El Hadjar
- Eulma
- Oued El Aneb
- Seraïdi
- Sidi Amar
- Treat